# ولاخووو (سورییگ)
ولاخووو (به صربی: Vlahovo) یک منطقهٔ مسکونی در صربستان است که در سورییگ واقع شده‌است. ولاخووو ۱۶۳ نفر جمعیت دارد.